# Хуанпе
Хуа́н Пе́дро Рами́рес Ло́пес (исп. Juan Pedro Ramírez López, испанское произношение: [ˈxwam ˈpeðɾo raˈmiɾeθ ˈlopeθ]; 30 апреля 1991, Лас-Пальмас-де-Гран-Канария, Испания), более известный как Хуанпе (исп. Juanpe, [ˈxwampe]) — испанский футболист, защитник клуба «Атлетико Сан-Луис».

## Клубная карьера
Хуанпе родился в Лас-Пальмас-де-Гран-Канария, где занимался футболом в академии местного клуба «Лас-Пальмас». В 2008 году он дебютировал за резервную команду в четвёртом дивизионе Испании.
13 июня 2009 года Хуанпе сыграл первый матч на профессиональном уровне, выйдя на замену, в матче Сегунды против «Райо Вальекано».